# Geogarypus sagittatus
Geogarypus sagittatus es una especie de arácnido del orden Pseudoscorpionida de la familia Geogarypidae.

## Distribución geográfica
Se encuentra en Nueva Guinea.